# المدرسة المركزية للصم

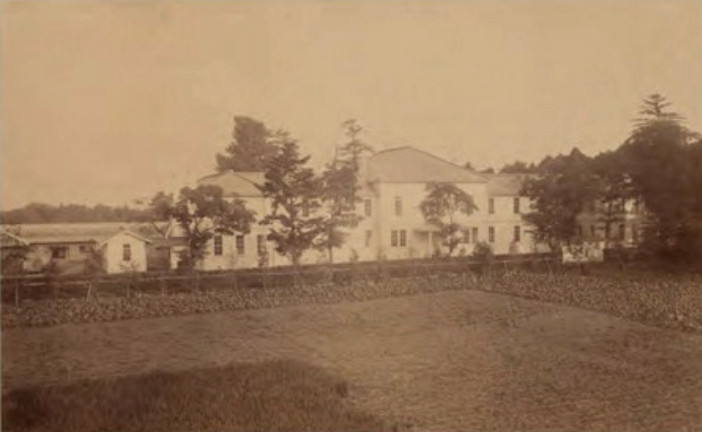
صورة لمدرسة طوكيو للمكفوفين والصم، حوالي عام 1900

المدرسة المركزية للصمّ (باليابانية: 東京都立中央ろう学校)، وكانت تعرف في الماضي باسم مدرسة طوكيو للصمّ (باليابانية: 東京都立ろう学校)، هي مدرسة حكومية مخصصة لتدريس الأطفال من ذوي الاحتياجات السمعية، وهي تقع في بلدية شيموتاكيدو في مدينة سوغينامي في العاصمة اليابانية طوكيو. ويدير هذه الدرسةَ مجلس التعليم الحكومي الخاص بمحافظة طوكيو. وتعتبر هذه المدرسة أول برنامج لتعليم ذوي الاحتياجات السمعية في العاصمة الشرقية خلال فترة مييجي.

## التاريخ
أُسِّسَت مدرسة طوكيو للصمّ في عام 1880. وفي بدايتها، اتبعت المدرسة طريقة التعليم اليدوية بالرغم من اتجاه العالم نحو طريقة التعليم الشَّفَهيَّة في ما يتعلق بتعليم الصم.
وفي عام 1915، قام خِرِّيجُو مدرسة طوكيو للصم بتأسيس الجمعية اليابانية للصم. وتطورت تلك المنظمة لتصبح ما يُتَعارَف عليه اليوم باسم الاتحاد الياباني للصمّ، والذي يعتبر المؤسسة الوطنية اليابانية للصم.
وبحلول ثلاثينيات القرن الماضي، توسعت المدرسة لتضم مدرسة أساسية، ومدرسة متوسطة، وقسمًا للتدريب. ويتخصص قسم التدريب بإعداد الأشخاص الذين يخططون للقيام بتدريس ذوي الاحتياجات السمعية.

## البرنامج
في الوقت الحالي، تقوم المدرسة بتقديم خدماتها في مكانين مختلفين في مدينة طوكيو هما: حَرَم شاكوجي المدرسيّ في مدينة نيريما، وحَرَم أوتسوكا المدرسي في مدينة توشيما. أما الأخير فيعرف باسم مدرسة أوتسوكا اليابانية للصم.
وفي سبتمبر عام 2010، قام بعض الطلبة وأعضاء الهيئة التدريسية في طوكيو ببداية برنامج تبادل بين مدرستهم ونظيرتها الكائنة في مدينة روتشستر في نيويورك.

## روابط خارجية
- مدرسة طوكيو المركزية للصم (باليابانية)